# 豊里大橋

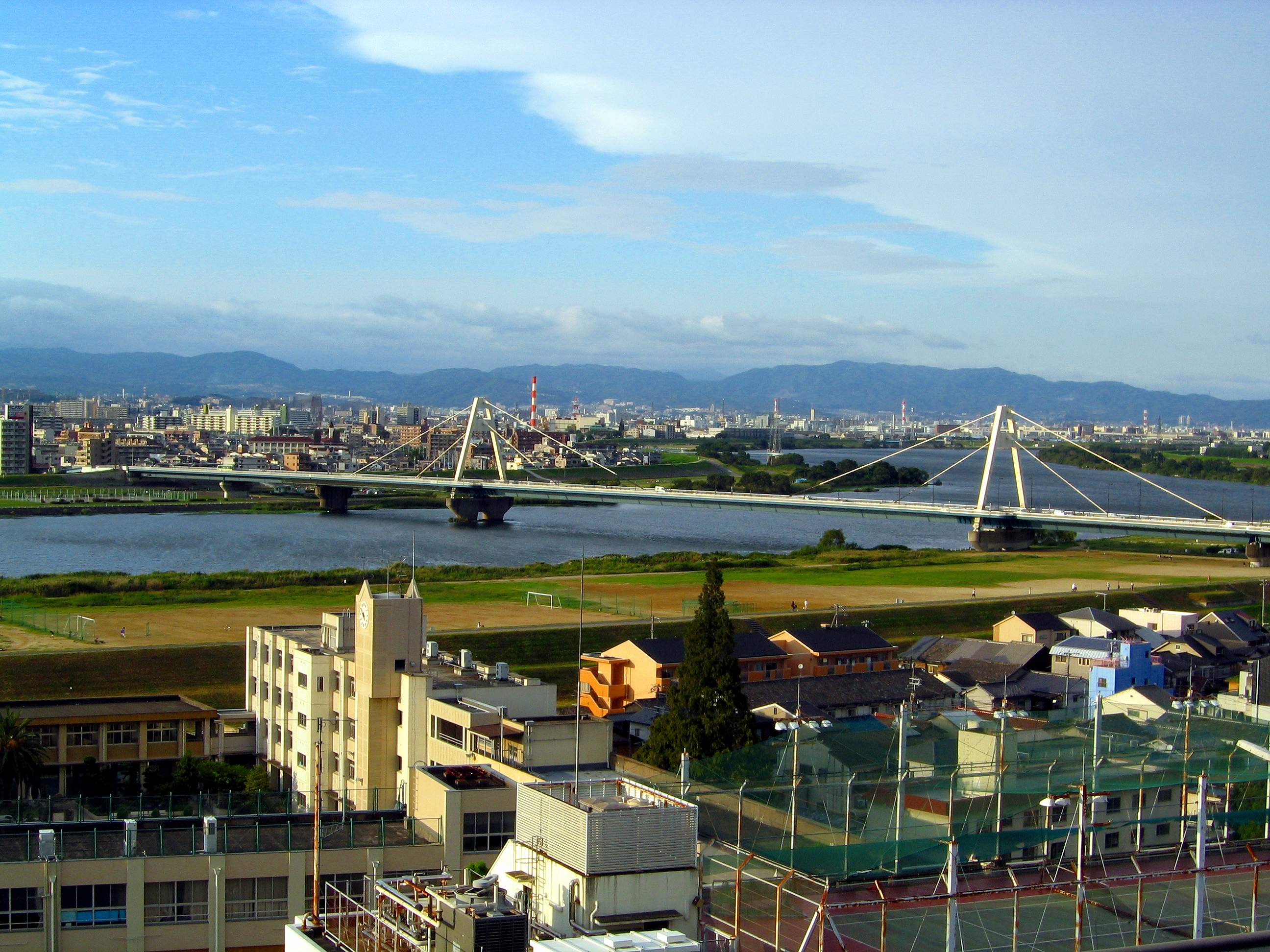
豊里大橋

豊里大橋（とよさとおおはし）は、淀川に架かるA型斜張橋で、大阪府大阪市東淀川区豊里と旭区太子橋とを結ぶ、全長561.4m、幅員19.5mの橋。正式な構造名称は、3径間連続鋼床版箱桁A型斜張橋と呼ばれるものである。国道479号（大阪内環状線）の一部である。浪速の名橋50選選定。
日本万国博覧会の関連道路の一環として整備され、1970年（昭和45年）に完成した。当時、大阪市では初めての本格的な斜張橋で、中央支間216mは当時日本最長であった。しかし、1975年（昭和50年）に中央支間250mの末広大橋（徳島県徳島市）が完成し、記録が破られた。
その後建設された、Osaka Metro今里筋線が豊里大橋の地下を通過している。

## 概要
- 形式 3径間連続鋼床版箱桁斜張橋
- 橋長 561.40m
- 支間長 最大216.00m
- 幅員 19.50m
- 橋脚 鉄筋コンクリート
- 基礎 井筒他
- 着工 1968年（昭和43年）3月
- 完成 1970年（昭和45年）3月
- 工費 26億8000万円

## 歴史

### 平田の渡
平田の渡し（へいたのわたし）は、淀川の渡船場としては最後まで残っていたが、1970年（昭和45年）3月3日、本橋の開通とともに290年以上も続いた歴史に幕を閉じた。

## 周辺
東淀川区側
- 大宮神社
- だいどう豊里駅
- 淀川河川公園

旭区側
- 太子橋今市駅
- NTTドコモビル大阪
- 大阪市立太子橋小学校
- 土居団地